# Au-delà de l'amour (téléfilm)
Pour le film espagnol de 1975, voir Au-delà de l'amour.
Pour plus de détails, voir Fiche technique et Distribution.
Au-delà de l'amour (Thicker Than Blood: The Larry McLinden Story) est un téléfilm américain réalisé par Michael Dinner et sorti en 1994.

## Synopsis
Larry McLinden et Diane Middleton se sépare après quatre ans de vie commune. Celle-ci lui annonce que le fils qu'il a élevé n'est pas son fils biologique et Larry doit se battre pour ses droits parentaux.

## Fiche technique
- Titre : Au-delà de l'amour
- Titre original : Thicker Than Blood: The Larry McLinden Story
- Réalisation : Michael Dinner
- Scénario : Judd Klinger
- Musique : Johnny Harris
- Photographie : Rene Ohashi
- Montage : Jim Stewart
- Production : Julian Marks
- Société de production : Alexander/Enright & Associates, Front Street Pictures et World International Network
- Pays :  États-Unis
- Genre : Biopic et drame
- Durée : 90 minutes
- Première diffusion : 
  -  États-Unis : 6 mars 1994

## Distribution
- Peter Strauss : Larry McLinden
- Rachel Ticotin : Diane
- Bob Dishy : Glen Schwartz
- Brenda Bazinet (en) : Marie
- Brenda Bazinet : Mary
- Damir Andrei : Ed Fields
- Jacob Zelik Penn : Larry Jr.
- Lynn Whitfield : Bobbie Mallory
- Susan Hogan : Dr. Sandra Baldwin
- Carolyn Dunn : Nikki Amato
- John Robinson : Randy Holt
- Patricia Gage : le juge Lara Parkes
- Mark Wilson : Jay Kessler
- Booth Savage : David Meadows
- Maia Filar : Tina à 11 ans
- Tara Strong : Tina à 16 ans
- Gil Filar : Andy à 7 ans
- Anthony Dean Rubes : le médecin
- Graham McPherson : Tod Fuller
- Elizabeth Lennie : l'assistante sociale
- Marion Gilsenan : la mère de Larry
- Ian Neeson : le père de Larry
- Sherry Miller : Linda
- Victoria Snow : Claudia
- John Nelles : le juge Smith
- Kevin Zegers : Larry en 1954